# Bara toppen på isberget
Bara toppen av isberget är ett idiomatiskt uttryck med betydelsen att man bara ser en liten del av ett större problem. Uttrycket kommer sig av det faktum att ett isberg, som i sig kan vara en stor fara för sjöfarten, endast syns till ca 10 % ovanför vattenytan. Den största delen av faran är alltså dold under vattenytan och syns därför inte.
Exempel: Jansson har berättat om problemen med dålig lukt på grund av stoppet i avloppet. Men det är bara toppen av isberget: Stoppet kan leda till översvämning i källaren, i förlängningen med fukt- och mögelskador som följd.
Innebörd Den dåliga lukten märks med en gång, men fukt- och mögelskadorna märks inte nu, men uppstår med tiden och blir desto allvarligare, om inget görs åt avloppet.